# 孙菲菲 (演员)
孙菲菲（1981年2月21日—），河北籍，出生于西安市阎良区，中国女演员。以扮演古典美女而知名。生活中的孙菲菲喜欢中国古典文化，尤其是老子的《道德经》。

## 生平
孙菲菲出生在一个军人家庭，是独生子女，父母都是从事军用战斗机制作的人员，家庭教育十分保守，对掌上明珠也十分严格。孙菲菲小时候个性内向，是个“爱哭包”，读小学的时候还因为头比较大，被人取了个“孙大头”的外号。因为从小有些驼背，为了纠正身形，孙菲菲很早就开始学习舞蹈，1992年她又考进了北京舞蹈学院附中(中国舞专业)。
当时只有11岁的孙菲菲离开了西安，来到了北京过上了集体生活，很早就离开父母的经历也让从小被娇宠的她开始变得独立成熟。在学校，孙菲菲的成绩一直是班上的佼佼者，毕业之后她开始接拍多部影视剧。2004年，电视剧《北京我的爱》让她小有名气，此后她又在多部古装剧中有出色的表现，以古装美女形象而多为观众熟知。
2010年12月23日，孙菲菲在《血色恋情》剧组拍摄时被剧组人员殴打，参见孙菲菲被打事件。

## 简历

### 学历
- 北京舞蹈学院附属中学中国舞专业(1993年-1998年)
- 北京舞蹈学院古典舞系表演教育专业(1998年-2002年)

### 经纪公司
- 北京宜和星光文化经纪公司 (2001年2月-2007年6月)
- 北京太合文化经纪有限公司 (2007年7月-2008年)
- 北京天宝华映有限公司(北京创意艺能国际文化传媒有限公司)(2008年-)

### 个人
生活中的孙菲菲十分爱静，因为是古典舞专业出身，故对古典的东西十分喜爱，连家具也多为仿古。平日里的孙菲菲熟读古书，对中国古典文化情有独钟，如宋词、《牡丹亭》等，并表示传统文化是要坐下来静心研读才能得其中趣味。此外，她尤其喜欢《道德经》，并把“上善若水”作为自己的座右铭。

## 影视作品

### 电视剧
| 首播年份 | 剧名                               | 角色     | 备注   |
| 2001年   | 《老爸百分百》                     | 丁菲菲   |        |
| 2001年   | 《追梦组合》(又名《高三A班》)      | 张雪妹   |        |
| 2001年   | 《冬天不冷》                       | 邓鹿     |        |
| 2002年   | 《重案六组2》                      | 田蕊     | 女主角 |
| 2003年   | 《萍踪侠影》                       | 静公主   | 女二号 |
| 2003年   | 《李衛當官2》                      | 岳思盈   | 女一号 |
| 2004年   | 《北京我的爱》                     | 杨雪     | 女一号 |
| 2004年   | 《完美》                           | 陈子欢   | 女二号 |
| 2004年   | 《侠影仙踪》                       | 柳一夕   | 女一号 |
| 2004年   | 《七剑下天山》                     | 董小宛   | 客串   |
| 2005年   | 《小鱼儿与花无缺》                 | 月奴     | 客串   |
| 2005年   | 《怎能失去你》(又名《夜深不宁静》) | 夏欧     | 女主角 |
| 2005年   | 《开创盛世》(又名《新隋唐风云》)   | 月容公主 | 女一号 |
| 2006年   | 《爱有多深》                       | 郑秀     | 女一号 |
| 2006年   | 《楚留香传奇》                     | 李红袖   |        |
| 2006年   | 《碧血剑》                         | 阿九     | 女二号 |
| 2007年   | 《叫一声妈妈》                     | 简圆月   | 女二号 |
| 2007年   | 《因爱之名》(又名《守望》)         | 周若彤   | 女一号 |
| 2008年   | 《孔雀东南飞》                     | 刘兰芝   | 女主角 |
| 2009年   | 《玫瑰江湖》                       | 沈斯如   | 女二号 |
| 2009年   | 《内线》                           | 楚香雪   | 女一号 |
| 2009年   | 《美人心计》                       | 青宁     |        |
| 2009年   | 《等到胜利那一天》                 | 梅云     | 女一号 |
| 2010年   | 《碧波仙子》                       | 红鱼儿   | 女一号 |
| 2010年   | 《血色恋情》                       | 九红     | 女一号 |
| 2011年   | 《宫锁珠帘》                       | 贞儿     |        |
| 2012年   | 《牡丹亭》                         | 杜丽娘   | 女一号 |
| 2014年   | 《麻姑献寿》                       | 麻姑     | 女一号 |
| 2014年   | 《抗倭侠侣》                       | 十三姑   |        |
| 2015年   | 《好想好想爱上你》                 |          |        |

### 电影
- 2002年《玉观音》（客串）
- 2006年《中国月亮》 (又名《AN AMERICAN IN CHINA》好莱坞制作 全英文拍摄) 饰 杨梅
- 2006年《自首》饰 小红
- 2009年《人皇伏羲》饰 女娲[5]
- 2015年《诡影迷情》

## 其他作品
- MV作品：
  - 《北京我的爱》主题曲 《翅膀》
- 歌曲：
  - 《玫瑰江湖片尾曲》
  - 《花开花谢》

## 荣誉
- 2007年 “伊人风尚榜” 最具阳光活力伊人奖
- 2008年“南方盛典” 最具人气女演员奖[6]
- 2010年“首届中国风尚电视人物评选”十大风尚电视女演员奖